# هانيلور باي
هانيلور باي (بالألمانية: Hannelore Bey)‏ هي أستاذة جامعية وراقصة باليه وممثلة ألمانية، ولدت في 6 نوفمبر 1941 في لايبزيغ في ألمانيا. من الجوائز التي نالتها الجائزة الوطنية لجمهورية ألمانيا الديمقراطية.

## جوائز
- الجائزة الوطنية لجمهورية ألمانيا الديمقراطية

## وصلات خارجية
- هانيلور باي على موقع IMDb (الإنجليزية)